# Ada pygmaea
Ada pygmaea är en orkidéart som beskrevs av Pupulin, J.Valle och G.Merino. Ada pygmaea ingår i släktet Ada och familjen orkidéer.
Artens utbredningsområde är Ecuador. Inga underarter finns listade i Catalogue of Life.